# Bahla
Bahla (arabsko بهلا) je mesto 40 km oddaljeno od Nizve in približno 200 km od omanske prestolnice Maskat, in leži v governoratu Dahilija v Omanu. Znana je kot dom ene najstarejših trdnjav v državi, trdnjave Bahla iz 13. stoletja, ki je na Unescovem seznamu svetovne dediščine. Trdnjavo in mesto obdajajo obsežni ostanki 12 km dolgega obzidja. Večina stavb je zgrajena iz tradicionalne blatne na soncu sušene opeke, mnoge med njimi so stare več sto let.
V bližini mesta Bahla leži grad Džabren, ogromna trinadstropna stavba, zgrajena v času dinastije Al Ja'ruba sredi 17. stoletja. Grad je primer islamske arhitekture z lesenimi napisi in slikami na stropu.

## Keramika v Bahli
Keramika v mestu Bahla sega že v leto 2500 pred našim štetjem. Uporabljena glina prihaja iz vadija (struge reke). Moški to poteptajo, da postane glina upogljiva, in jo je mogoče obdelovati. Ko je predmet končan, ga postavijo v peč za žganje.

## Turizem
Bahla je privlačen kraj za turiste, saj ima blago podnebje in svež veter. Obiskovalci imajo priložnost opazovati različne skalne formacije, ki obdajajo zlasti potok vadi al-Naht.
Okolje mesta Bahla je raznoliko in veliko je gora, izvirov, vadijev in namakalnih sistemov (tako imenovanih afladž). Med najbolj znane vadije spadajo Vadi al-Ala, Vadi al-Nachr, Vadi al-Šar, Vadi Bahla in Vadi Kurijat, najbolj znani afladži pa so Meeta, al Mahdat, al Basjani, al Ghuvaif, al Adžrad, al Tufail in al Madra.